# Anthem of the Peaceful Army
Anthem of the Peaceful Army is het eerste studioalbum van  de Amerikaanse rockband Greta Van Fleet, afkomstig uit Frankenmuth, Michigan.

## Muziek
De band speelt vooral stevige rockmuziek, met veel invloed van hardrock uit de jaren zeventig. De muziek doet sterk denken aan Led Zeppelin, vooral de hoge stem van zanger Joshua Kiszka lijkt erg op Led Zeppelin-zanger Robert Plant. Er staan niet alleen stevige rocksongs op dit album, maar ook een aantal rustige nummers. Het openingsnummer Age of man (het langste nummer van dit album) is ingetogen met enkele heftige uitschieters, evenals de ballad Watching over. Brave new world is een bluesy nummer en Anthem is een episch en gevoelig nummer waarin onder meer een steelgitaar en een koor zijn te beluisteren.  Deze plaat is wat minder rauw en wat gepolijster dan hun grote voorbeeld.

## Tracklijst
Alle nummers op dit album zijn geschreven door de bandleden. 
1. Age of Man – 6:06
2. The Cold Wind – 3:16
3. When the Curtain Falls – 3:42
4. Watching Over – 4:27
5. Lover, Leaver (Taker, Believer) - 6:01
6. You're the One - 4:26
7. The New Day – 3:44
8. Mountain of the Sun – 4:30
9. Brave New World -  5:00
10. Anthem - 4:38

## Muzikanten
De band bestaat uit:
- Joshua Kiszka – zang
- Jacob Kiszka – gitaar, achtergrondzang
- Samuel Kiszka – bas/keyboard, achtergrondzang
- Daniel Wagner – drums, achtergrondzang

Joshua en Jacob Kiszka zijn tweelingbroers. Samuel is een paar jaar jonger dan zijn broers, evenals de drummer Daniel Wagner. De vier bandleden waren tijdens de opnames van dit album ongeveer 21 jaar. Dat is aanmerkelijk jonger dan de meeste hedendaagse rockbands.

## Album
Het album is uitgebracht op 19 oktober 2018 op het label Republic Records. Het is opgenomen in de Blackbird Recording Studio in Nashville en geproduceerd door  Al Sutton (o.a. producer van Kid Rock en Lynyrd Skynyrd), Herschel Boone en Marlon Young.  Het album is gemasterd door Ryan Smith en gemixd door Al Stutton en Marlon Young, met assistentie van Jason Mott en Tanner Peters.
Van dit album zijn When the curtain falls en You’re the one op single uitgebracht. When the curtain falls haalde de eerste plaats in de VS Mainstream Rock Charts en You ‘re the one haalde # 24.

## Waardering
De critici en luisteraars zijn niet onverdeeld positief over dit album. Sommigen vinden het te veel lijken op Led Zeppelin. De Amerikaanse site AllMusic geeft dit album twee en een halve ster, op een maximum van vijf. Het Nederlandse maandblad Lust for Life geeft het album vier sterren, maar de Amerikaanse site Pitchfork komt niet verder dan een 1,6.
Het album heeft in een groot aantal landen de hitlijsten gehaald.
Dit zijn voorlopige cijfers; het album staat ten tijde van aanmaak van de tabel nog in de albumlijsten.
| land                | piek |
| ------------------- | ---- |
| VS Top Rock Albums  | 1    |
| Canada              | 2    |
| VS Billboard 100    | 3    |
| Duitsland           | 3    |
| Polen               | 5    |
| Italië              | 6    |
| Schotland           | 6    |
| Zweden              | 6    |
| Zwitserland         | 6    |
| Nieuw-Zeeland       | 7    |
| Oostenrijk          | 9    |
| Australië           | 10   |
| Noorwegen           | 14   |
| Spanje              | 15   |
| Nederland           | 18   |
| België (Vlaanderen) | 20   |
| Tsjechië            | 30   |
| Ierland             | 41   |
| Finland             | 43   |